# Kuzma László
Kuzma László (Nagykanizsa, 1960. március 2. – Barcs, 2010. január 20.) magyar építőmérnök, szaktanár, politikus, országgyűlési képviselő.

## Életpályája

### Iskolái
1978-ban érettségizett a barcsi Vízépítési és Vízgazdálkodási Szakközépiskolában. 1979–1984 között a Budapesti Műszaki és Gazdaságtudományi Egyetem Építőmérnöki Karán tanult. 1990-ben a Budapesti Műszaki és Gazdaságtudományi Egyetem Természet- és Társadalomtudományi Karán okleveles építőmérnök-tanár lett.

### Pályafutása
1984–1987 között a barcsi Erdészeti és Vízügyi Szakközépiskola oktatója volt. 1987-ben a barcsi Építőipari Szolgáltató Közös Vállalat (ÉSZKV) főüzemvezetője volt. 1987-től a Dráva Völgye Középiskola szakmai igazgató-helyettese volt. 1991-től magántervező volt; vízi létesítményeket, utakat, járdákat tervezett, talajmechnikai terveket készített. 1993-tól a Green Pannónia Alapítvány kuratóriumi tagja volt. 1999-től a Barcs Város Közbiztonságáért Alapítvány kuratóriumi elnöke volt.

### Politikai pályafutása
1990-től barcsi önkormányzati képviselő (Fidesz) volt. 1994-ben és 1998-ban országgyűlési képviselőjelölt volt. 1998–2002 között a Somogy Megyei Közgyűlés tagja volt. 2002-től országgyűlési képviselő (2002–2006: Nagyatád (Fidesz); 2006–2010: Somogy megye (KDNP)) volt. 2002–2010 között az Oktatási és tudományos bizottság tagja volt.